# Neebing
Neebing es un municipio canadiense situado en la provincia de Ontario.

## Superficie
Neebing tiene una superficie de 873,78 km².

## Demografía
En 2021, tenía 2241 habitantes, una densidad poblacional de 2,6 hab./km², y 1205 viviendas.